# Takako Konishi (suicida)
Takako Konishi (1973-noviembre de 2001) fue una oficinista japonesa de Tokio, cuyo cuerpo fue encontrado por un cazador con arco en un campo nevado en las afueras de Detroit Lakes, Minnesota, el 15 de noviembre de 2001. Konishi había llegado a Mineápolis a principios de mes, y después viajó a Bismarck, Dakota del Norte, luego a Fargo, también en Dakota del Norte y finalmente a Detroit Lakes, Minnesota, donde murió. Su muerte fue declarada suicidio, pero algunos medios de comunicación de la época informaron equivocadamente que ella, bajo la impresión errónea  de que la película Fargo de 1996 estaba basada en una historia real, había muerto por hipotermia tratando de localizar el dinero escondido por el personaje de Steve Buscemi, Carl Showalter.

## Muerte
La teoría de Fargo sobre la muerte de Konishi surgió de un malentendido entre Konishi y uno de los oficiales de policía de Bismarck con quien había estado hablando. La historia fue luego malinterpretada por los medios, dando lugar a la leyenda urbana de que ella había venido a los Estados Unidos para buscar el dinero mencionado en la película.  En realidad, Konishi estaba deprimida después de perder su trabajo en una agencia de viajes de Tokio que quebró; no solo no pudo encontrar nuevo empleo, sino que también comenzó a consumir alcohol. Se ha especulado que voló a Mineápolis porque era un lugar que había visitado anteriormente con su ex amante, un hombre de negocios estadounidense casado a quien había conocido en Tokio, pero que la había abandonado después de aceptar otro trabajo en Singapur.  Konishi fue vista por última vez con vida vagando por Detroit Lakes. Al parecer, decidió suicidarse acostándose en la nieve. También se informó que había bebido "dos botellas de champán";  sin embargo, aunque supuestamente se "encontraron dos botellas vacías cerca de su cuerpo",  los exámenes post mortem no detectaron "alcohol"  en su torrente sanguíneo. Aunque se encontraron al menos seis fármacos diferentes en su organismo, incluyendo "sedantes, anticonvulsivos, tranquilizantes y antipsicóticos",  estas sustancias por sí solas "no estaban lo suficientemente concentradas"  como para haber causado su muerte, aunque "probablemente fueron un factor contribuyente".  La autopsia "no encontró señales de violación"  ni de trauma, y no había evidencia de una "condición médica imperiosa"  que hubiera resultado fatal. Aunque el forense "no pudo determinar la causa exacta de su muerte",  los investigadores policiales concluyeron que Konishi "tenía la intención de suicidarse",  y que la "exposición al frío"  (quizás exacerbada por la intoxicación por fármacos) era la explicación más plausible. El veredicto de suicidio fue respaldado por el descubrimiento de que había hecho una llamada telefónica de cuarenta minutos a su ex amante en Singapur la noche anterior, había enviado una nota suicida a sus padres expresando su intención de suicidarse y se había deshecho de la mayoría de las pertenencias que había traído consigo a los Estados Unidos antes de dejar Bismarck. 

## En los medios
La historia de Konishi fue detallada en el cortometraje documental de 2003 This Is a True Story, dirigido por Paul Berczeller, en el que es interpretada por Mimi Ohmori. La leyenda urbana que rodea su muerte es la base de la película de 2014 Kumiko, the Treasure Hunter.  Konishi y las circunstancias que rodearon su muerte son la base de Reel Bay: A Cinematic Essay de Jana Larson, publicado por Coffee House Press en 2021. 